# Enterobacter aerogenes
Enterobacter aerogenes é uma bactéria Gram negativa, oxidase negativa, catalase positiva, citrato positivo, indolado negativo, em forma de bastonete. A bactéria tem aproximadamente 1-3 mícrons de comprimento e é capaz de motilidade via flagelos peritricosos.E. aerogenes é geralmente encontrado no trato gastrointestinal humano e geralmente não causa doença em indivíduos saudáveis. Verificou-se que ele vive em vários resíduos, produtos químicos higiênicos e solo.  E. aerogenes pode estar associado a infecções  nosocomiais e infecções oportunistas, incluindo a maioria dos tipos de infecções. A maioria é sensível à maioria dos antibióticos projetados para essa classe de bactérias, mas isso é complicado por seus mecanismos de resistência induzíveis, particularmente a lactamase, o que significa que eles rapidamente se tornam resistentes aos antibióticos padrão durante o tratamento, exigindo uma mudança no antibiótico para evitar o agravamento da sepse. . Algumas das infecções causadas por E. aerogenes resultam de tratamentos antibióticos específicos, inserções de cateteres venosos e / ou procedimentos cirúrgicos. . A bactéria também tem algum significado comercial - o gás de hidrogênio produzido durante a fermentação foi experimentado com o uso do melaço como substrato. E. aerogenes é um excelente produtor de hidrogênio. É uma bactéria anaeróbia facultativa e mesofílica que é capaz de consumir diferentes açúcares e em contraste com o cultivo de anaeróbios estritos, nenhuma operação especial é necessária para remover todo o oxigênio do fermentador. E. aerogenes tem um tempo de duplicação curto e alta produtividade de hidrogênio e taxa de evolução. Além disso, a produção de hidrogênio por esta bactéria não é inibida em altas pressões parciais de hidrogênio; no entanto, seu rendimento é menor em comparação com anaeróbios estritos como Clostridia. Um máximo teórico de 4 moles de glicose H2 / mol pode ser produzido por bactérias anaeróbicas estritas. Bactérias anaeróbicas facultativas como E. aerogenes têm um rendimento máximo teórico de 2 mol H2 / mol glicose. Pode estragar a seiva e o xarope do bordo. 